# Yol (album)
Yol, wat 'weg' of 'pad' betekent in het Turks, is het derde studioalbum van de Nederlands-Turkse psychedelische folkband Altın Gün, uitgebracht op 26 februari 2021 via Glitterbeat Records.

## Productie
Het album werd grotendeels thuis opgenomen vanwege de COVID-19-pandemie, wat de bandleden ertoe bracht op afstand samen te werken.
De band maakt gebruik van zowel moderne als traditionele instrumenten, waaronder de Roland TR-808 drummachine, de Omnichord synthesizer, elektrische gitaren en basgitaar. Daarnaast worden authentieke Turkse instrumenten zoals de bağlama ingezet. Het resultaat is een pop- en elektronica-georiënteerde sound, een contrast met hun eerdere albums On (2018) en Gece (2019). De zang wordt verzorgd door Erdinç Ecevit Yıldız en Merve Daşdemir, die afwisselen tussen mannelijke en vrouwelijke vocalen.
Het Belgisch producersduo ASA MOTO heeft als mixers bijgedragen aan het album, wat resulteerde in een meer experimentele en elektronische sound. Hun bijdrage heeft geholpen bij het ontwikkelen van een vernieuwde stijl die door de band positief werd ontvangen.

## Muzikale stijl en invloeden
Yol combineert elementen van Turkse psychedelica met genres zoals synthpop, new wave, disco, funk, en elektronische muziek uit de jaren 80. Het album bevat zowel bewerkingen van traditionele Turkse volksliedjes als originele composities van de band. Frontman en bassist Jasper Verhulst vond veel van de traditionele nummers tijdens zijn zoektochten in Turkse platenwinkels, geïnspireerd door de psychedelische folkrock van Turkse artiesten als Selda Bağcan, Erkin Koray en Barış Manço. Daarnaast komen invloeden uit Braziliaanse, Franse, Indonesische en Nederlandse muziek naar voren, waaronder een knipoog naar Doe Maar in het nummer "Bulunur Mu".

## Tracklist
| 1.                 | Bahçada Yeşil Çınar | 0:32 |
| 2.                 | Ordunun Dereleri    | 4:35 |
| 3.                 | Bulunur Mu          | 3:05 |
| 4.                 | Hey Nari            | 3:13 |
| 5.                 | Yüce Dağ Başında    | 4:19 |
| 6.                 | Kesik Çayır         | 4:57 |
| 7.                 | Arda Boyları        | 2:24 |
| 8.                 | Kara Toprak         | 4:13 |
| 9.                 | Sevda Olmasaydı     | 3:16 |
| 10.                | Maçka Yolları       | 3:41 |
| 11.                | Yekte               | 3:47 |
| 12.                | Esmerim Güzelim     | 2:32 |
| Totale duur: 40:34 |                     |      |

## Tracks

### Ordunun Dereleri
Deze track, de eerste single van het album, belichaamt de nieuwe, elektronischere stijl van Altın Gün. De compositie wordt gekenmerkt door donkere synths, een subtiele triangel en een prominente drummachine, die samen een dreigende sfeer creëren.

### Bulunur Mu
Deze bewerking van een traditioneel Turks volkslied bevat elementen geïnspireerd door de Nederlandse band Doe Maar. Synthpop-elementen en de zang van Merve Daşdemir resulteren in een moderne interpretatie van de oorspronkelijke melodie.

### Hey Nari
In dit nummer keert Altın Gün terug naar een organischer geluid. De bağlama speelt een centrale rol, ondersteund door basgitaar en elektrische gitaar. Het drumgeluid van de 808 wordt in deze track vervangen door live drums, bespeeld door Daniel Smienk, waardoor de track een meer akoestische klank krijgt.

### Yüce Dağ Başında
Dit energieke nummer, uitgebracht als tweede single, roept een jaren 80-sfeer op. Het nummer bevat een rollende baslijn, onomatopee-effecten, bongo’s, een elektronische drumbreak met koebellen en een reggaeritme.

### Kesik Çayır
Dit nummer, geïnspireerd op een lied dat vaak wordt geassocieerd met Neşet Ertaş, kenmerkt zich door een hypnotiserende, psychedelische sfeer. Bassist Jasper Verhulst speelt een prominente rol in dit nummer.

### Esmerim Güzelim
Dit nummer is een popnummer met een moderne, elektronische sound. De 808 drummachine en de Omnichord zetten een eigentijdse toon die afwijkt van de retro-esthetiek van de overige tracks. De titel, die vertaald kan worden als "Mijn mooie brunette", verwijst naar een traditioneel liefdeslied.

## Ontvangst
Yol werd over het algemeen positief ontvangen, waarbij critici de elektronische vernieuwing van de band prezen, terwijl de Turkse folk-invloeden ook werden gewaardeerd. Deze unieke combinatie werd geprezen om zijn originaliteit en culturele diepgang. Het experimentele gebruik van synthesizers, drummachines en de Omnichord werd beschouwd als een verfrissende toevoeging, die de dansbare energie van nummers zoals “Yüce Dağ Başında” en “Hey Nari” versterkte. De zangprestaties van Erdinç Ecevit en Merve Daşdemir ontvingen eveneens lof. Sommige critici merkten echter op dat de nadruk op elektronica ten koste ging van de organische sound van de eerdere albums. Desondanks werd het album gezien als een succesvolle muzikale evolutie voor de band, met lovende kritieken in zowel binnen- als buitenland.
Het album werd genomineerd voor de 3voor12 Award 2021, de prijs voor het beste Nederlandse album van het jaar.